# Asolo
Asolo (Àxol /'azol/ in veneto) è un comune italiano di 8 934 abitanti della provincia di Treviso in Veneto.
Asolo è una incantevole città fortificata ricca di storia, arte e cultura, collocata sulla cima di una collina dalla particolare forma allungata in poggi e dominata dal Monte Ricco, su cui sorge la Rocca medioevale. Il comune viene descritto da Giosuè Carducci come “La città dai Cento orizzonti” e da diversi anni fa parte dell'associazione I borghi più belli d'Italia.

## Geografia fisica
Il territorio si estende sul punto di transizione tra la pianura veneta e l'area collinare sovrastante che anticipa le prealpi bellunesi (colli Asolani).

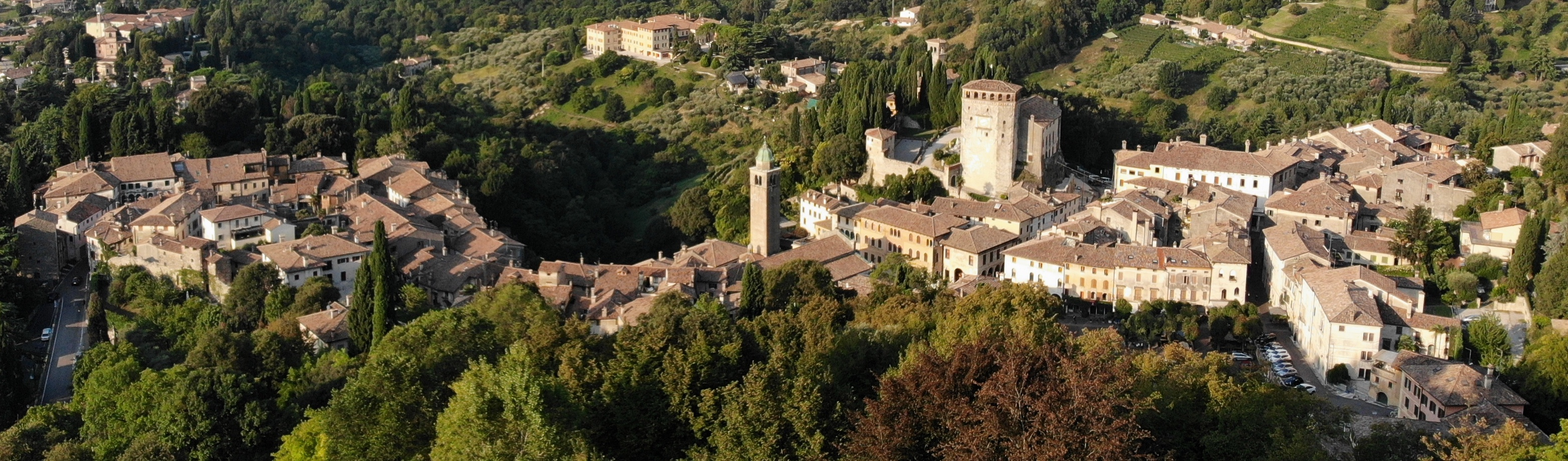
Panoramica su Asolo

Se quindi la metà meridionale, con Villa d'Asolo e Casella, è completamente pianeggiante, con altitudini che variano tra gli 80 e i 100 m s.l.m. (la minima, 74 m, si riscontra al confine con Spineda di Riese Pio X), la metà settentrionale si caratterizza per la presenza di modesti rilievi che culminano con i 379 m del poggio San Martino, a nordest. Il capoluogo stesso si arrocca tra le colline, affacciandosi sulla pianura sottostante, e il municipio è a quota 210 m. Meno elevate le colline dell'area occidentale dove sorge Pagnano (colle Cogorer, 176 m).
L'unico corso d'acqua di rilievo è il torrente Musone che si origina in località Casonetto, e prosegue tra Pagnano e il capoluogo entrando poi in pianura. Da segnalare qualche sorgente (sorgente Fornet, fontana Breda).

## Origini del nome
Il toponimo, in latino Acelum, è attestato sin dal I secolo d.C. Gli studiosi vi hanno ravvisato la radice indoeuropea *ak, ovvero "luogo aguzzo", in riferimento dunque alla natura collinare del territorio o, più in particolare, al colle su cui sorge la rocca.

## Storia

### Periodo protostorico, paleoveneto e romano
La civiltà ha fatto la sua comparsa nel territorio di Asolo già nel medio paleolitico (300.000-35.000 anni fa), periodo a cui risalgono i resti di mammuth e i reperti in selce ritrovati presso Pagnano. Sempre a Pagnano è stato individuato un insediamento mesolitico (5.000 anni fa), mentre a Casella sono stati rinvenuti resti di utensili di varia epoca (da 70.000 a 3.000 anni fa).
I reperti ritrovati soprattutto presso la Casa Gotica testimoniano che nel capoluogo comunale un insediamento si ebbe però solo a partire dall'età del bronzo (X-IX secolo a.C.). Tra l'VIII e il I secolo a.C. la Asolo paleoveneta era legata forse alla pratica della transumanza, all'allevamento ovino e al commercio della lana, oltre che punto di contatto tra i centri della pianura (Padova e Montebelluna) e l'area retica (Feltre). Mentre l'abitato si trovava in corrispondenza dell'attuale, sulle pendici meridionali sorgevano le necropoli.
Passata ai Romani, Asolo crebbe d'importanza divenendo municipium con giurisdizione sulla pianura sottostante sino alla via Postumia se non al Sile, e dal Brenta al Piave.

Di questo periodo restano numerosi reperti che testimoniano l'esistenza di terme, di un acquedotto, di un foro e di un teatro.
Il toponimo (Acelum) è citato per la prima volta nel I secolo d.C. da Plinio il Vecchio (Naturalis historia), che annovera il centro fra gli oppida Venetorum. Un secolo dopo, come Akedon, lo si ritrova nella Geografia di Claudio Tolomeo.

### Periodo paleocristiano e alto medioevo
Verso la fine dell'età romana, Asolo fu cristianizzata e divenne sede della diocesi di Asolo. Sul monte Ricco, dove oggi sorge la rocca, sono stati individuati i resti di un edificio di culto risalente al VII-VIII secolo con annesso un cimitero (X-XI secolo) e un nucleo abitativo (XI secolo).
Tuttavia la diocesi fu soppressa nel 969, in parte inglobata in quella di Treviso, in parte - Bassano e il suo territorio - in quella di Vicenza. Era un periodo in cui la città attraversava una grave crisi, dopo la distruzione avvenuta da parte degli Ungari. Le fonti scritte sono molto scarse, tuttavia non sono pochi i rinvenimenti archeologici.

### Basso medioevo
Amministrata dal vescovo di Treviso, Asolo consolidò la sua importanza strategica con la costruzione dell'imponente rocca (XII secolo). Il fortilizio, conquistato nel 1239 da Ezzelino da Romano, tornò, alla sua morte, al comune di Treviso che vi insediò un capitano, rafforzò la guarnigione già presente e concesse alla città una certa autonomia.
Dopo gli Scaligeri, Asolo passò alla Serenissima, che la eresse a sede di podesteria. Dopo la parentesi dei Carraresi, venne confermato il dominio veneziano quando furono rafforzate e completate le mura e ristrutturata la loggia. Nel 1459 venne istituito un consiglio cittadino per rafforzare l'autonomia locale.

### La Serenissima
È questo il periodo di massimo splendore per Asolo. Anzitutto, Venezia favorì, attraverso sgravi fiscali, il popolamento della zona, con famiglie provenienti dal Feltrino, dal Trevigiano e dalle valli bergamasche. A ciò si aggiunse Caterina Corner, già regina di Cipro, che dal 1489 abitò nel castello con al seguito una ricca corte di artisti e poeti. È qui che Pietro Bembo ambienta Gli Asolani, dialogo dedicato a Lucrezia Borgia, al tempo da lui amata (1505). Come scrisse Carlo Dionisotti, Asolo era "il solo luogo in cui gentiluomini veneziani possano apparire in veste di cortigiani".
La città fu poi al centro degli sconvolgimenti dovuti alla guerra della Lega di Cambrai. Nel 1509 le truppe dell'imperatore Massimiliano giunsero ad Asolo, che si arrese, ma tornò sotto Venezia già l'anno dopo.
A partire dal Seicento iniziò un grave declino. La crisi economica derivò da alcuni eventi catastrofici, come carestie e soprattutto il terremoto di Santa Costanza (25 febbraio 1695) che devastò il territorio.
Nel 1742 Asolo ottenne il titolo di città. Nel 1750 fu fondata l'Accademia dei Rinnovati, che diede impulso all'ambiente letterario del centro.

### Da Napoleone all'Unità d'Italia
Alla vigilia della caduta di Venezia, il territorio asolano fu teatro degli scontri fra i Francesi di Napoleone e gli Austriaci. L'11 marzo 1797, Bonaparte soggiornò per una notte in città e raggiunse la cima del monte San Martino per osservare l'armata asburgica che si trovava al di là del Piave. Dopo una serie di sconvolgimenti politici, nel 1815 la zona diviene definitivamente austriaca come parte del Regno Lombardo-Veneto.
I nuovi governanti si occuparono di vari interventi edilizi che videro la costruzione di nuove infrastrutture ma anche la demolizione delle antiche vestigia. Nel 1820 venne abbattuta parte del castello, ma nel 1857 fu restaurato il Teatro Comunale.
Nel 1866 Asolo passò come tutto il Veneto al Regno d'Italia. Dopo questo avvenimento, l'amenità del luogo attirò un gran numero di intellettuali, soprattutto stranieri, tra i quali Robert Browning, Eugene Benson, Henry James, Freya Stark - oltre ad Eleonora Duse.

### Il Novecento
Durante la prima guerra mondiale, Asolo si ritrovò a poca distanza dal fronte.
Nel 1928 il regime fascista costituì la cosiddetta Grande Asolo, declassando i comuni di Castelcucco e Monfumo a frazioni di Asolo. Nel 1946 fu ristabilita la situazione precedente.
Durante la seconda guerra mondiale la città ospitò alcuni uffici della Repubblica di Salò.

### Simboli

Gonfalone civico

Lo stemma di Asolo, derivante da una concessione dell'Imperatore Ferdinando I d'Austria nel 1844 rappresenta un “leopardo illeonito”, per usare il linguaggio araldico, che altro non è che un leopardo rampante, d'argento in campo rosso. Quest'immagine, quasi unica nel panorama del Veneto, raccordata forse in linea ideale ai leoni rampanti che sembrano precedere il leone di San Marco, si colloca senza dubbio nella più pura tradizione dell'araldica medioevale (basta pensare ai due leopardi dell'arma normanna), dimostrando così un distacco netto dai valori di solito rappresentati dagli stemmi veneti.
Lo stemma viene ufficialmente riconosciuto assieme al gonfalone con decreto del capo del governo del 9 luglio 1931.
Il gonfalone è un drappo di rosso caricato del leopardo dello stemma d'argento, accostato in basso dalle lettere maiuscole "C.A." pure d'argento.

## Monumenti e luoghi d'interesse

### Architetture religiose

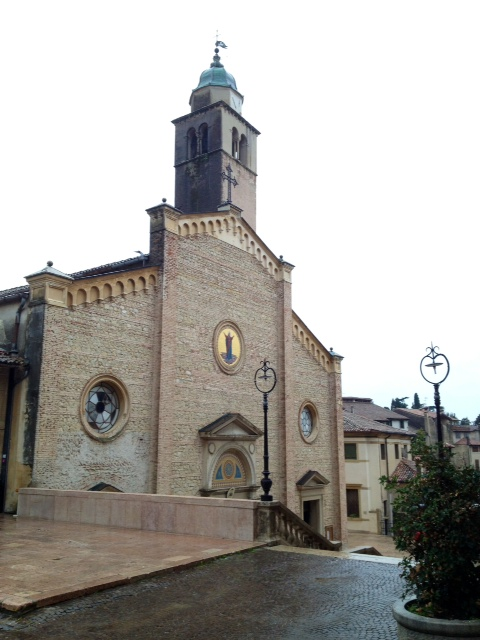
Facciata neoromanica ottocentesca della chiesa collegiata (Duomo di Asolo)

#### Duomo
Il Duomo della città fu costruito su preesistenze romane (terme) e rimaneggiato da Giorgio Massari nel 1747.
All'interno si può ammirare l'Assunta di Lorenzo Lotto e una copia ottocentesca dell'Assunta di Tiziano Vecellio.

#### Chiesa di Santa Caterina

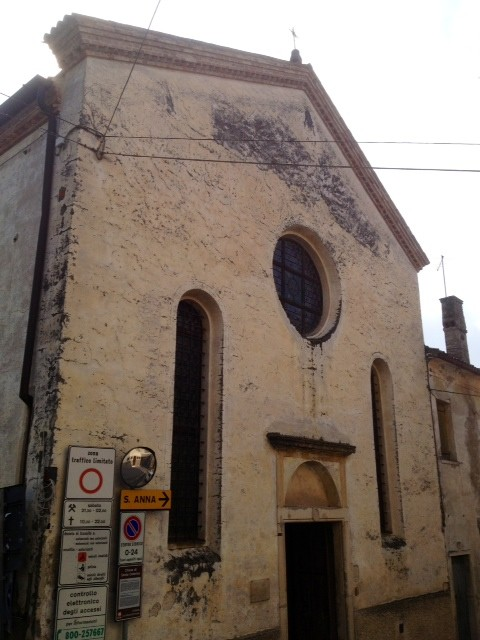
Facciata della chiesa di Santa Caterina; sul fianco, ciò che resta dell'antico ospizio gestito dai Battuti

La piccola chiesa dedicata a Santa Caterina d'Alessandria presenta all'esterno una semplice facciata a capanna. Il tempio è decorato internamente da un ciclo di affreschi rappresentanti scene tratte dalla vita della santa e dalla Passione di Gesù.
Edificata nel 1346 dalla confraternita dei Battuti venne ampliata nel corso del XVI secolo quando l'edificio preesistente venne inglobato nelle murature: sulla parete di fondo è chiaramente visibile l'originaria forma dell'interno. Nel 1573 la chiesa fu completata, sia negli arredi sia nei dipinti murali, con la collocazione di tre altari. L'intero ciclo di affreschi venne ricoperto da una scialbatura nel corso del XVIII secolo, e fu riportato alla luce soltanto alla fine del XIX secolo.

#### Chiesa di Sant'Angelo
La Chiesa di Sant'Angelo, conosciuta come Chiesa di San Gottardo, è stata eretta su resti longobardi. È quanto rimane di un convento, forse il più antico di Asolo, dedicato a Sant’Angelo. Benché la chiesa sia stata dedicata al santo solo nel 1329, alcuni documenti ne certificano l’esistenza attorno alla metà del 1200, ai tempi di Ezzelino da Romano.
Di notevole valore sono le decorazioni a fresco presenti all’esterno e all'interno della chiesa. Sul lato sinistro della facciata, in uno stato di conservazione alquanto precario, una pregevole Crocifissione. All’interno, due cicli pittorici ornano le pareti delle navate: uno risale al Trecento, l'altro alla prima metà del Quattrocento. Quest'ultimo ricevette le attenzioni degli studiosi che ne attribuirono l’esecuzione alla scuola di Paolo Uccello.

#### Chiesa e Cimitero di Sant'Anna
Il vecchio convento ha ritrovato la primitiva e più consona destinazione con il ritorno dei Cappuccini avvenuto alla fine del1928 quando assunse la denominazione di S. Anna da un altare che esisteva nella chiesa. In seguito alle disposizioni napoleoniche, che imponevano il trasferimento dei cimiteri al di fuori dei centri urbani, il “belvedere” del convento fu utilizzato come area sepolcrale e i frati ne divennero i custodi.

### Architetture civili

#### Palazzo della Ragione
Costruito nel XV secolo, gli è annessa una loggia affrescata con scene di battaglie. Sede del Museo Civico, conserva materiale archeologico, ma anche opere d'arte di vari periodi e cimeli legati a Eleonora Duse.

#### Ville e residenze

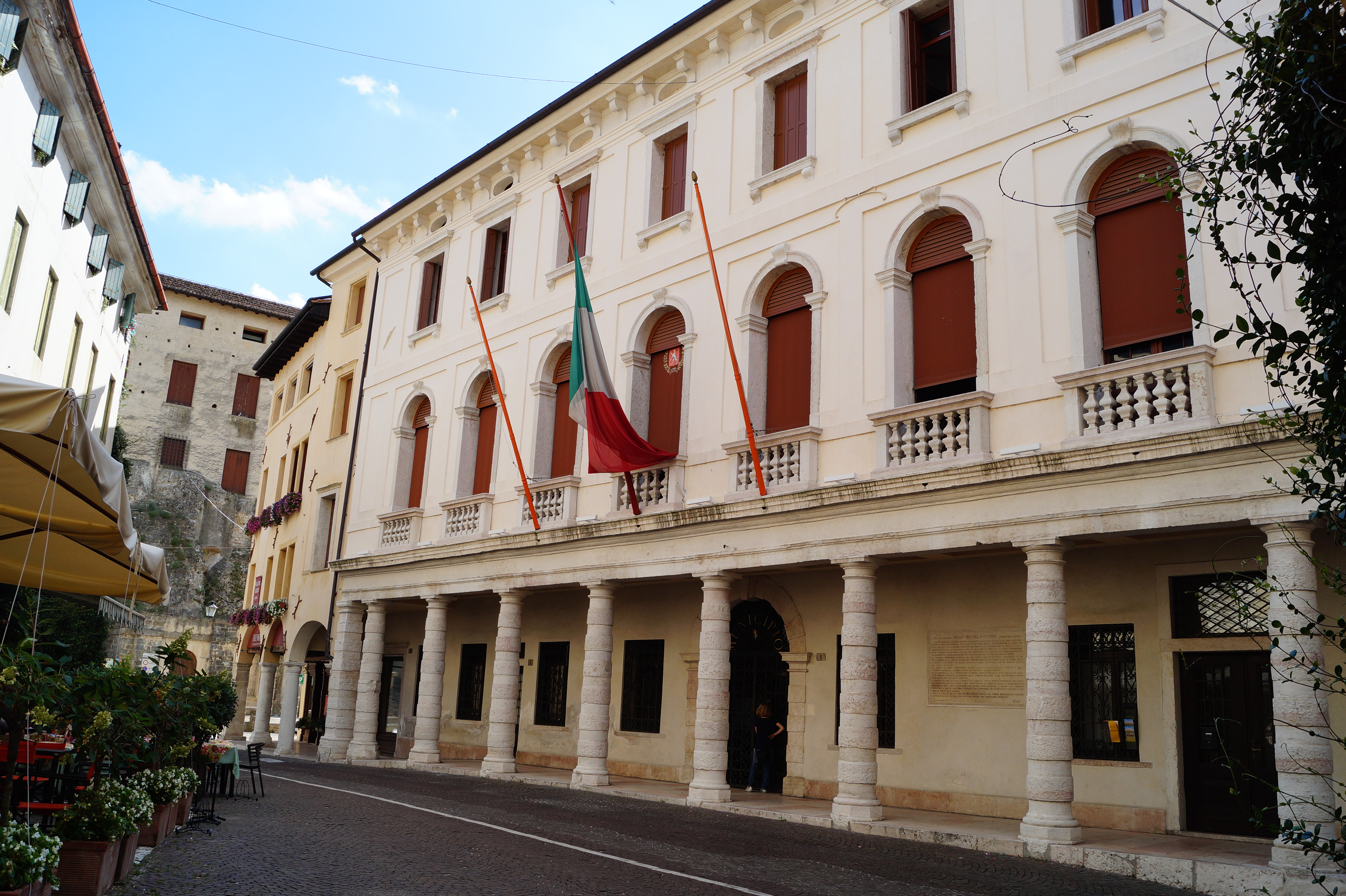
Il Municipio

- Il MunicipioPalazzo Beltramini, donato alla violinista Wilma Neruda, venne costruito nel XVIII secolo. Il palazzo fu ristrutturato dall’architetto Giorgio Massari su commissione della famiglia Beltramini, una delle famiglie più rinomate della città. La facciata del palazzo è particolarmente interessante: è suddivisa in tre ordini e presenta un portico con colonne disposte in modo prospettico per essere visibili dall’imbocco di via Cornaro. Attualmente è la sede municipale principale.
- Casa di Eleonora Duse, sulla facciata, alcuni versi di Gabriele D'Annunzio dedicati alla dimora dell'attrice
- Villa Freya, dimora storica costruita tra il XVIII e il XIX secolo, è stata la residenza di Freya Stark.
- Villa Scotti-Pasini, eretta tra il XVIII e il XIX secolo, è posta in posizione dominante rispetto al borgo, alle pendici sudoccidentali del monte Ricco, sul quale si innalza la Rocca. Qui visse per diverso tempo Robert Browning.

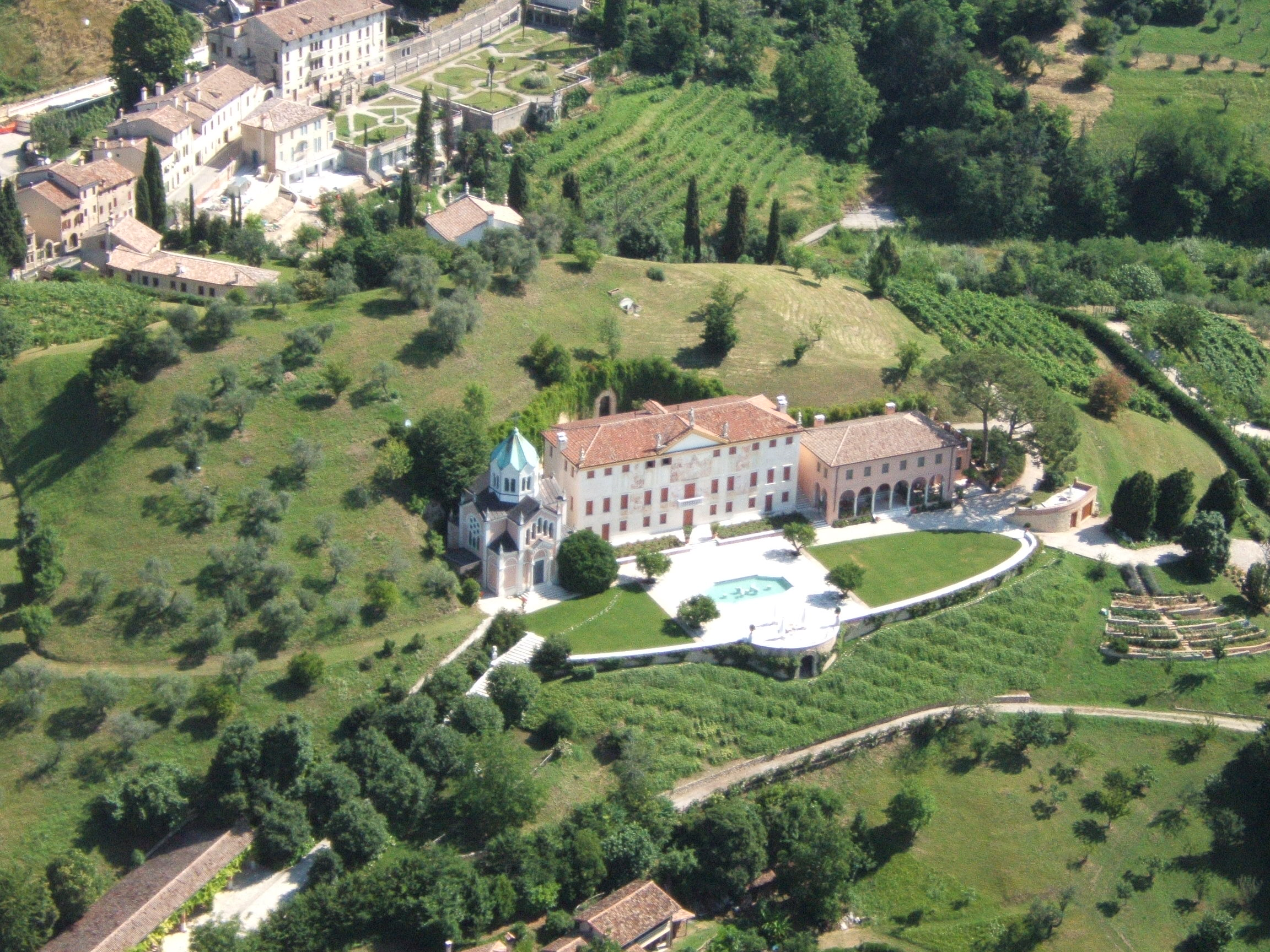
Fotografia aerea della Villa Contarini (già Collegio Armeno)

- Fotografia aerea della Villa Contarini (già Collegio Armeno)Villa Contarini degli Armeni (XVI secolo), con l'annessa villa degli Armeni (XVIII secolo).
- Casa Longobarda, palazzo di origine Longobarda, è situato alla fine della contrada di Santa Caterina.
- Villa Barbini-Rinaldi, villa veneta del XVI secolo, venne realizzata in stile barocco. Porta il nome di Francesco Rinaldi, che la fece costruire.

### Architetture militari

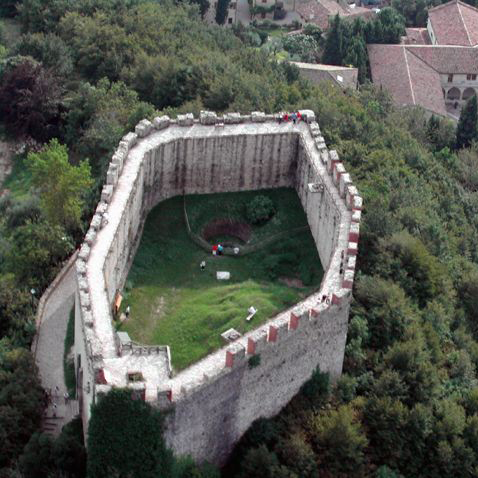
La Rocca

#### La rocca
È il simbolo della città, posta in vetta al monte Ricco. La struttura, a poligono irregolare, risale alla fine del XII secolo e l'inizio del XIII secolo.

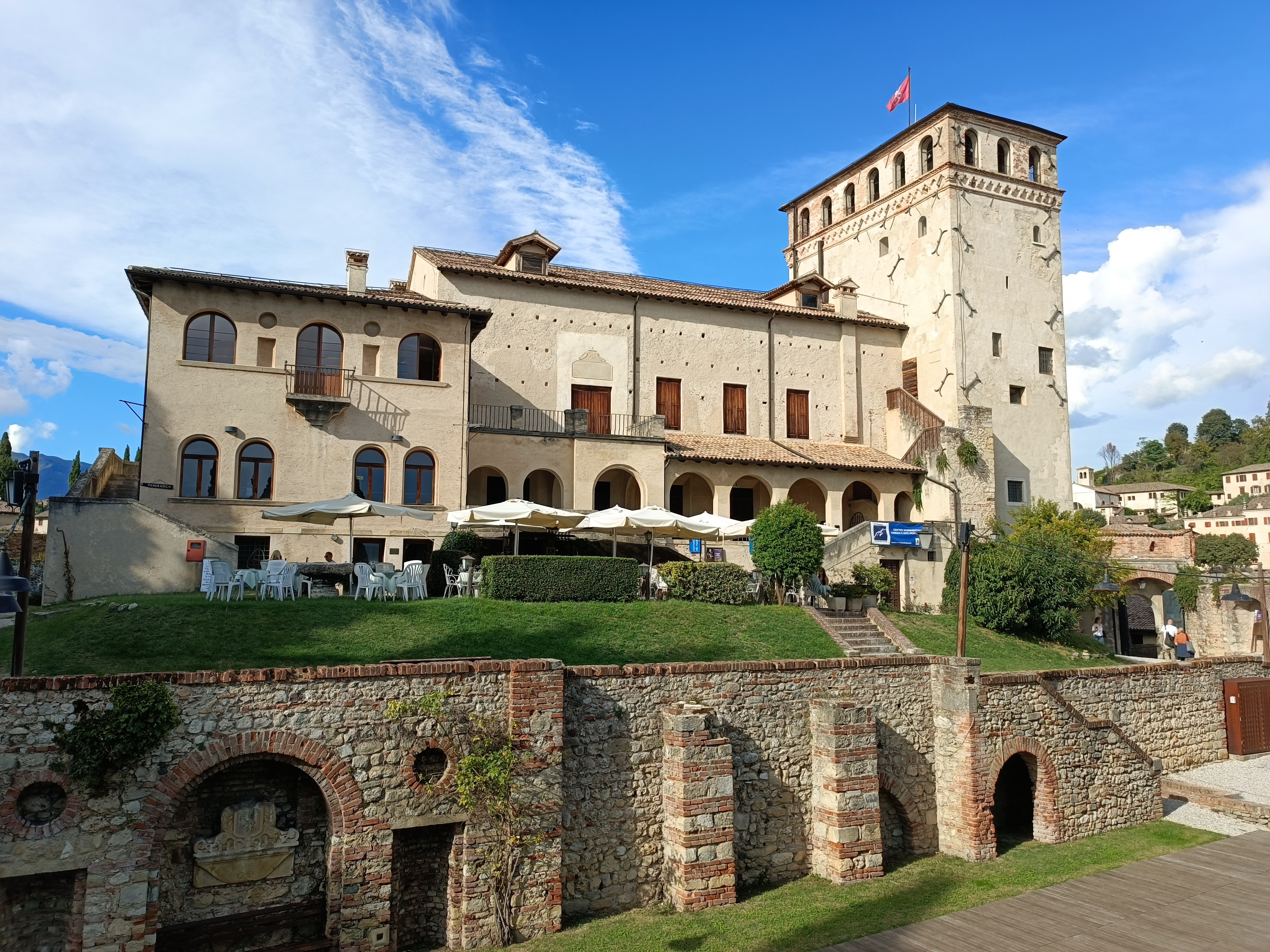
Il Castello di Asolo

#### Il castello

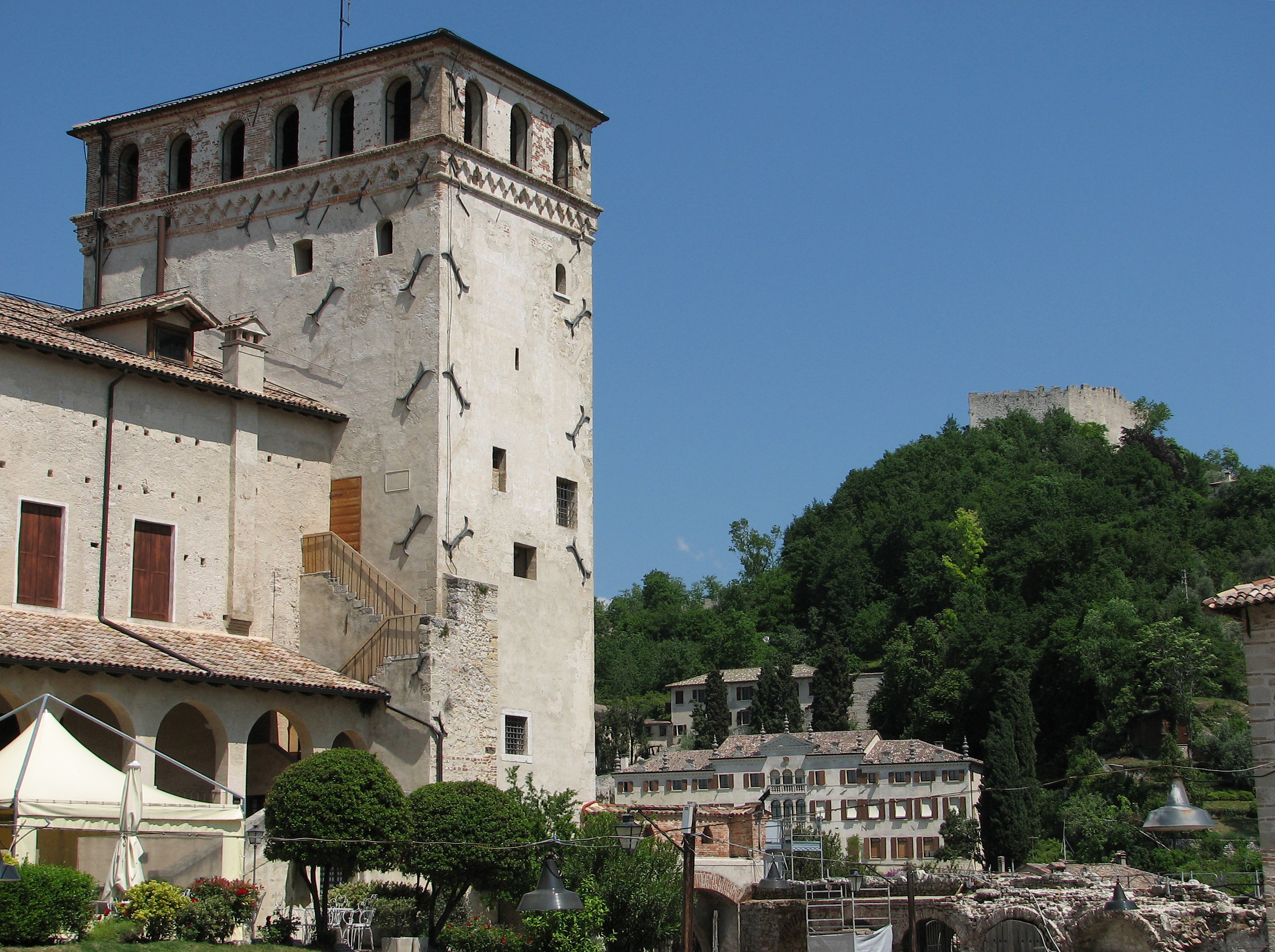
Il castello di Asolo; sullo sfondo, in basso, villa Scotti-Pasini e, in alto, la Rocca

È una fortezza situata nel centro dell'omonimo borgo, nella parte più elevata della zona abitata. Il castello, così come il borgo di origine medievale, si trova in cima a una collina che presenta una particolare forma allungata su cui domina il Monte Ricco: questa forma inconsueta ha probabilmente dato il nome al borgo, che deriva dal latino Acelum, ovvero “luogo aguzzo”. Questa zona, grazie alla vista che domina tutta l'area sottostante, è sempre stata considerata particolarmente importante a livello strategico.

Noto anche con il nome di Palazzo Pretorio, fino alla costruzione delle mura medievali che lo congiungevano alla Rocca, ebbe vita autonoma e, in parte, contrapposta rispetto a questa. Il castello è stato dimora di personalità illustri come la regina di Cipro Caterina Cornaro e l'umanista Pietro Bembo.

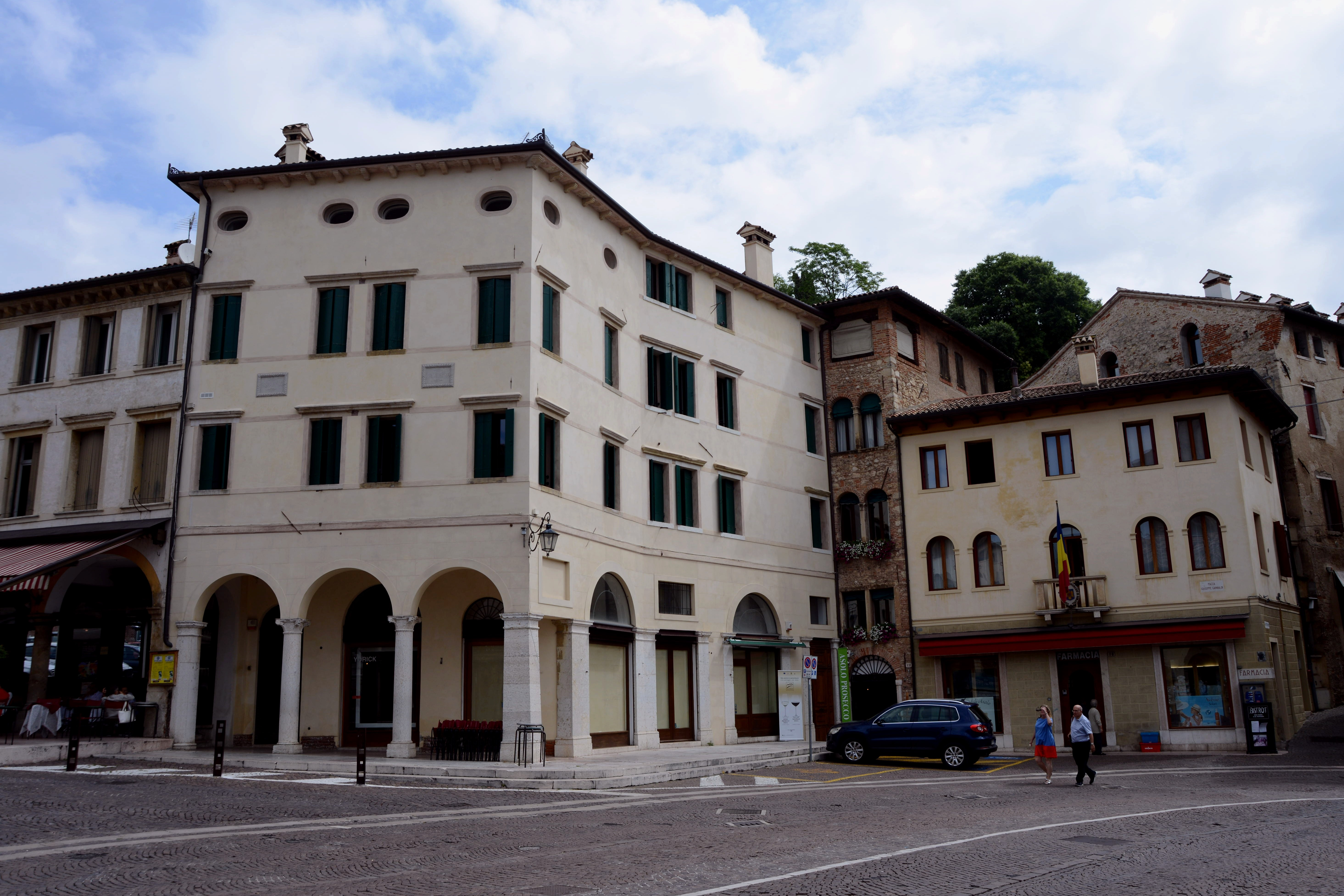
I palazzi di piazza G. Garibaldi

### Siti archeologici

#### Acquedotto romano
Detto in dialetto locale la Bot, è tra le maggiori testimonianze dell'antica città Acelum ed è riconosciuto come uno dei più interessanti acquedotti scavati in cunicolo nella roccia. Il primo tratto è visitabile in piazza Angelo Brugnoli.

### Aree naturali

#### Leccio monumentale
Nel giardino di Casa Freya sorge un grande Quercus ilex, la cui circonferenza è di 4,8 metri, per un'altezza di 22; è classificato nella lista dei circa 22.000 alberi monumentali italiani tutelati dalla guardia forestale e uno dei 16 dislocati in provincia di Treviso.

## Società

### Evoluzione demografica
Abitanti censiti

### Etnie e minoranze straniere
Al 31 dicembre 2023 gli stranieri residenti nel comune erano 1 143, ovvero il 12,7% della popolazione. Di seguito sono riportati i gruppi più consistenti se:
1. Romania: 571
2. Marocco: 103
3. Albania: 56
4. Macedonia del Nord: 46
5. Kosovo: 45
6. Cina: 42
7. Ucraina: 26
8. Senegal: 25

### Tradizioni e folclore

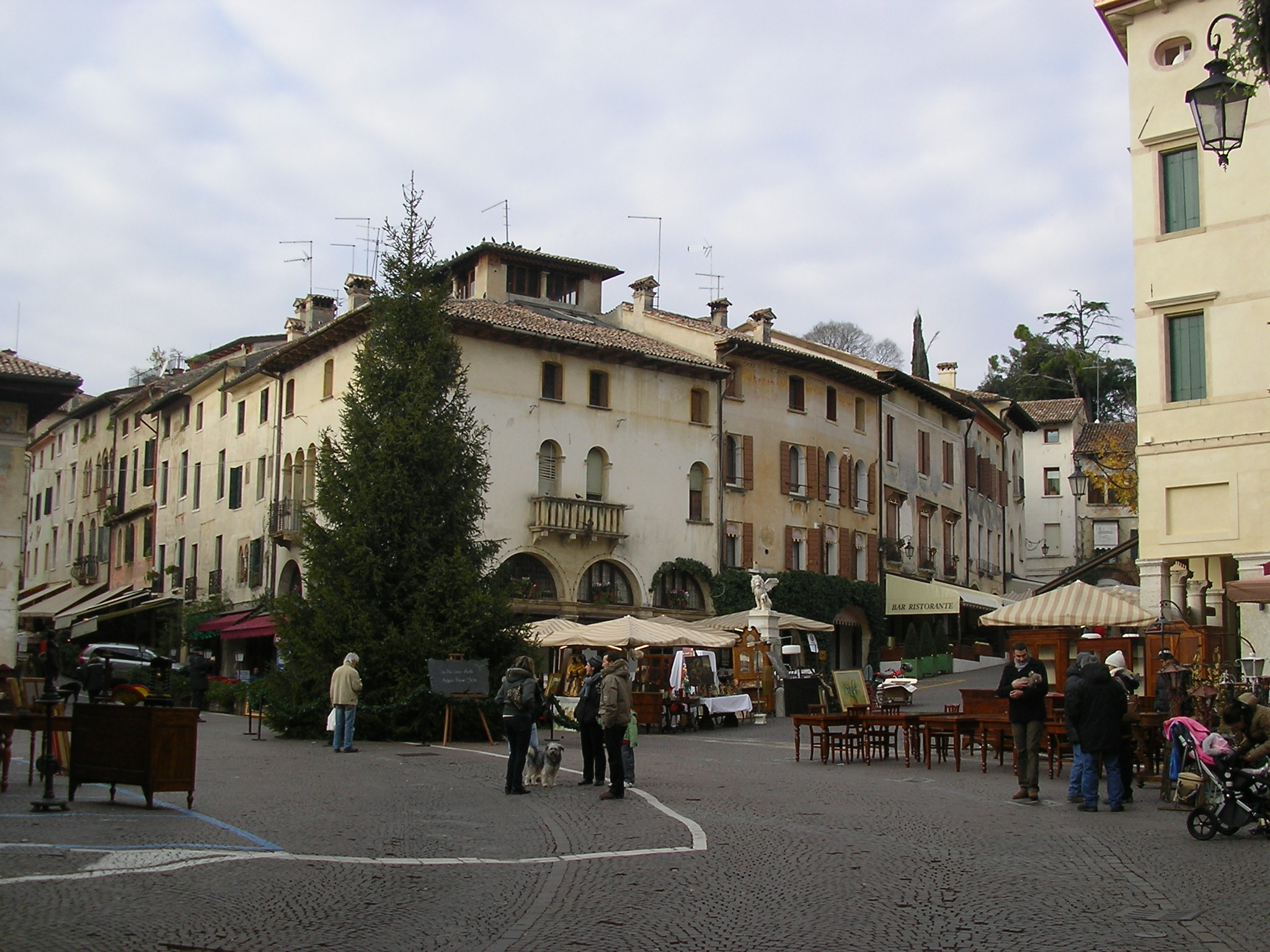
Mercato dell'antiquariato

#### Mercato dell'antiquariato
Ogni seconda domenica del mese, compresi i mesi di luglio e agosto, Asolo propone dall'anno 1976 un frequentato mercatino dell'antiquariato dove mobili, argenteria, libri e stampe, modernariato e oggettistica vengono esposti lungo tutte le vie del centro storico.

#### Il palio

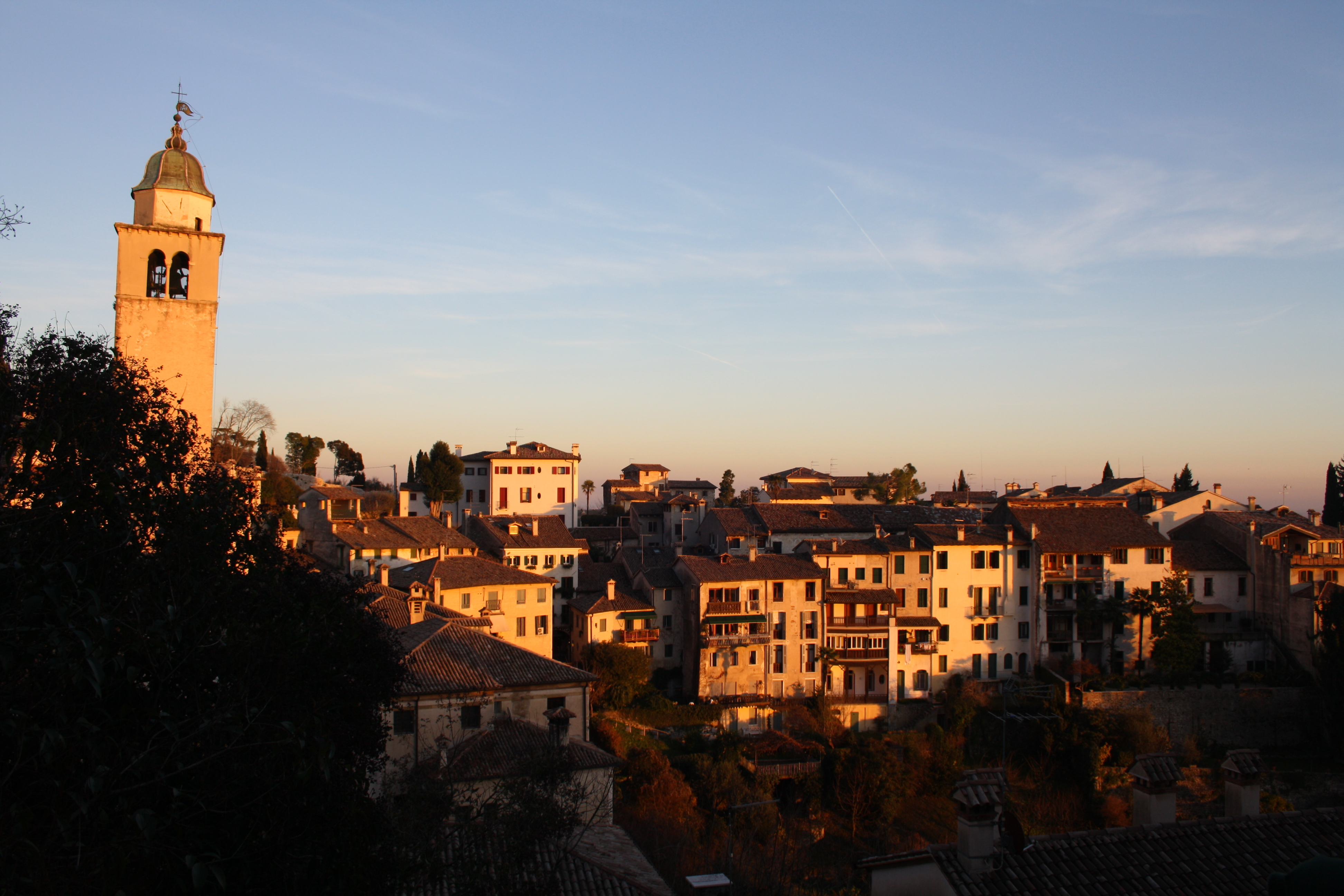
Veduta su Asolo dal Castello

Il palio di Asolo si svolge annualmente dal 1992. Tale competizione ricorda l'arrivo della regina Caterina Corner che nell'ottobre del 1489 raggiunse il centro di Asolo salendo per i 1.800 metri del Foresto vecchio.

Il palio viene disputato, tra fine giugno e i primi di luglio di ogni anno, fra le frazioni del comune su una biga del peso complessivo di 200 kg ancella compresa.

## Geografia antropica

### Il capoluogo e le frazioni
Come la maggior parte dei comuni, anche Asolo è costituito dal capoluogo, la frazione omonima comprendente la sede comunale e alcune frazioni.

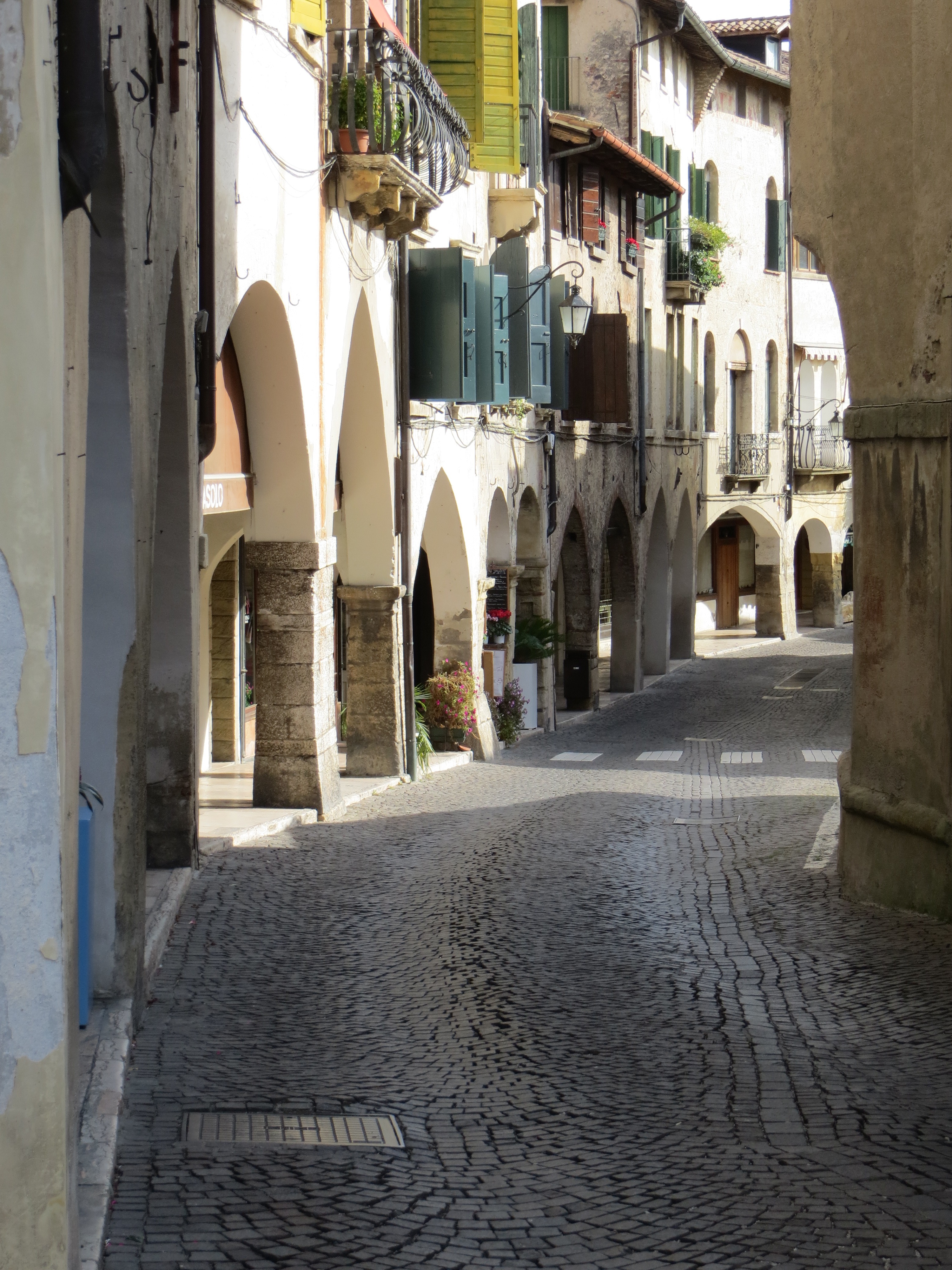
I Portici del centro storico

#### Il capoluogo comunale
Il capoluogo comunale, chiamato anche "Asolo capoluogo", comprende, oltre ovviamente al centro storico, anche alcune sottodivisioni, quali Biordo Nuovo, Biordo Vecchio, (il) Casonetto, (le) Fornaci, San Martino di Asolo.
Il centro storico è una città murata e l'unico suo quartiere è Sant'Anna, situato a sud-ovest.

#### Frazioni
Ad Asolo appartengono le tre frazioni di Sant'Apollinare (3 370 ab., comunemente detta Casella), Pagnano (1 345 ab.) e Villa d'Asolo (2 490 ab.). Esistono però numerose altre borgate di una certa rilevanza: è il caso di Villa Raspa e Ca' Giupponi, che, tra l'altro, partecipano autonomamente al palio cittadino, così come il Lauro, a Villa d'Asolo.

### I centri storici minori
Il comune di Asolo, oltre ad avere il centro storico del capoluogo, ha anche dei centri storici minori: il centro storico della frazione Pagnano e alcune zone della stessa frazione, il centro storico del Lauro nella frazione Villa d'Asolo e il centro storico della frazione Sant'Apollinare, chiamato "il Borgo".

## Economia

### Industria
Asolo è rinomata soprattutto per la produzione di merletti. e anche per una delle più grandi realtà del comparto calzaturiero tecnico alpinistico, escursionistico, italiano ed internazionale: la Scarpa.
A Casella d'Asolo è situata la sede della Fashion Box S.p.a. fondata nel 1981 da Claudio Buziol. Replay è un marchio italiano di abbigliamento denim e smart casualwear appartenente al gruppo industriale con esportazioni che si aggirano sul 92% del giro d’affari totale.

### Vino
La produzione vitivinicola di Asolo è rinomata per la sua qualità e varietà, grazie al clima mite e alla composizione diversificata del terreno. Questa zona del Veneto, situata ai piedi delle Dolomiti, è particolarmente famosa per l’Asolo Prosecco Superiore DOCG. I vitigni principali includono il Glera, utilizzato per il Prosecco, ma anche altre varietà come il Pinot Bianco e il Cabernet Franc. La biodiversità del territorio, arricchita dalla presenza di altre colture come ulivi e ciliegi, contribuisce a creare vini con profumi e sapori unici.

### Turismo
Il turismo ad Asolo ha visto una crescita significativa negli ultimi anni. Negli ultimi dieci anni vi è stato un incremento delle presenze: Durante l’estate, Asolo ha registrato un aumento del 22% nelle soste rispetto al 2019. L’ufficio turistico di Asolo ha registrato 4.067 accessi, con una media di 50 persone al giorno, rappresentando un incremento del 30% rispetto ai dieci anni precedenti.

## Infrastrutture e trasporti

### Strade
Asolo è servita dalla strada statale 248 Schiavonesca-Marosticana, che parte da Vicenza e termina a Susegana, presso la frazione Ponte della Priula. Inoltre all'interno del territorio comunale si estende la strada provinciale 101.

### Tram
Fra il 1914 e il 1931 Asolo rappresentò il capolinea occidentale della tranvia Montebelluna-Asolo, primo elemento di una mai realizzata direttrice su ferro fra Bassano del Grappa e Susegana, che rappresentò al tempo un importante strumento di sviluppo per l'economia della zona.

### Mobilità urbana
Dal 2014 Asolo è collegata a Montebelluna e Treviso da diverse linee di autobus della MOM - Mobilità di Marca.

### Piste ciclabili
Asolo e i suoi colli offrono diversi percorsi ciclabili che permettono di esplorare la bellezza naturale e storica della zona. Vi è l'anello Maser - Monfumo - Asolo, percorso di circa 25 km, ideale per chi ama i continui saliscendi e i panorami mozzafiato. Partendo dalla Villa Barbaro di Maser, l’itinerario attraversa strade secondarie poco trafficate e offre numerosi punti di ristoro. Un secondo itinerario è quello delle Colline Asolane, un giro ad anello di 30 km che parte da Villa d’Asolo. Nota è anche la Pista ciclopedonale Asolo -Padova: Questo percorso di 60 km segue il corso del fiume Muson dei Sassi e intreccia parte del Sentiero degli Ezzelini al Cammino del Santo.

## Amministrazione

### Sindaci dal 1946
| Periodo | Periodo   | Primo cittadino    | Partito                                             | Carica  | Note   |
| ------- | --------- | ------------------ | --------------------------------------------------- | ------- | ------ |
| 1946    | 1951      | Antonio Piscicelli | Democrazia Cristiana                                | Sindaco |        |
| 1951    | 1975      | Giovanni Fantinel  | Democrazia Cristiana                                | Sindaco |        |
| 1975    | 1981      | Tullio Rizzon      | Democrazia Cristiana                                | Sindaco |        |
| 1981    | 1992      | Angelo Zampin      | Democrazia Cristiana                                | Sindaco |        |
| 1992    | 1995      | Eugenio Toson      | Democrazia Cristiana                                | Sindaco |        |
| 1995    | 2004      | Alessandro Conte   | Lista civica di centro-sinistra "Insieme per Asolo" | Sindaco | [ 23 ] |
| 2004    | 2009      | Daniele Ferrazza   | Lista civica di centro-sinistra "Insieme per Asolo" | Sindaco |        |
| 2009    | 2014      | Loredana Baldisser | Lega Nord - "Vita per Asolo"                        | Sindaco |        |
| 2014    | 2024      | Mauro Migliorini   | Lista civica di centro-sinistra "Per Asolo"         | Sindaco | [ 24 ] |
| 2024    | in carica | Franco Dalla Rosa  | Lista civica di centro-sinistra "Per Asolo"         | Sindaco |        |

## Sport

### Ciclismo
Il 22 maggio 2010 ad Asolo si è conclusa la 14ª tappa del Giro d'Italia, tappa che prevedeva la salita al monte Grappa, con la vittoria in solitaria di Vincenzo Nibali; il 18 maggio 2016 si è tenuto l'arrivo dell'11ª tappa del Giro d'Italia con vittoria di Diego Ulissi.

### Rugby
L'Asolo Rugby Club è la squadra cittadina di rugby a 15 che opera prevalentemente nel settore giovanile. Precedentemente esisteva un'altra società, l'Associazione Sportiva Pedemontana Rugby (A.S.P.R.A), che militava nel campionato di C2 e dalle cui giovanili sono usciti numerosi giocatori di livello tra i quali Denis e Manuel Dallan.

### Pallavolo
La pallavolo ad Asolo è rappresentata principalmente dall’A.V. Asolo Volley, una società sportiva che partecipa a vari campionati regionali e nazionali. La società ha diverse squadre giovanili, tra cui Under 18, Under 16, Under 14, e Under 12. La prima squadra compete nel campionato di Serie C.

### Calcio
L’Asolo Calcio è una squadra di calcio che partecipa al campionato di Prima Categoria Girone F. La squadra ha recentemente ottenuto una promozione in Prima Categoria.

## Galleria d'immagini

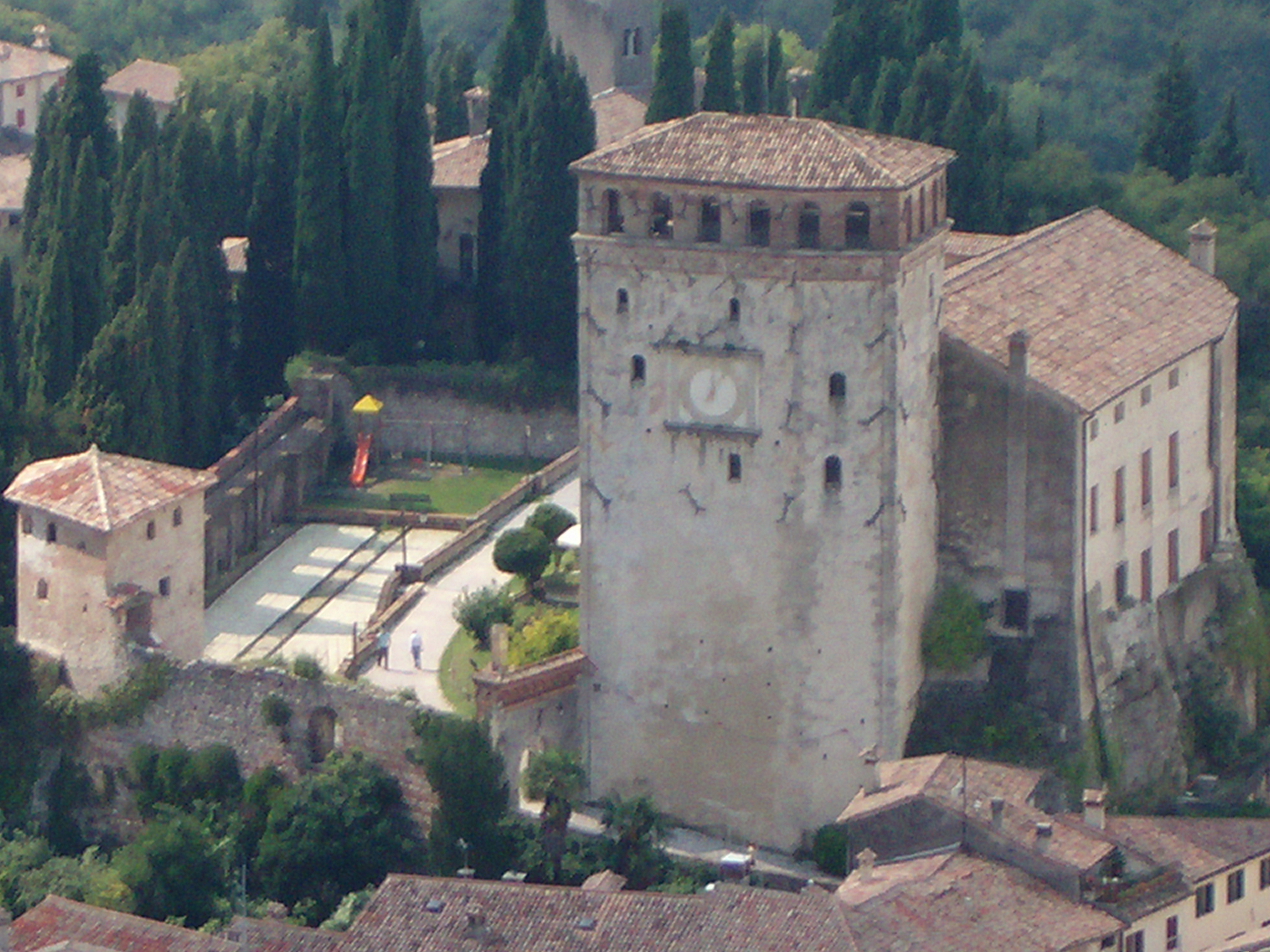
Veduta aerea del castello
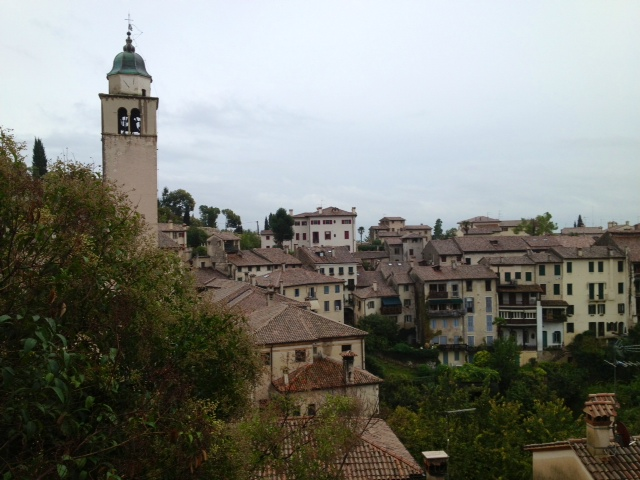
L'imponente campanile del Duomo
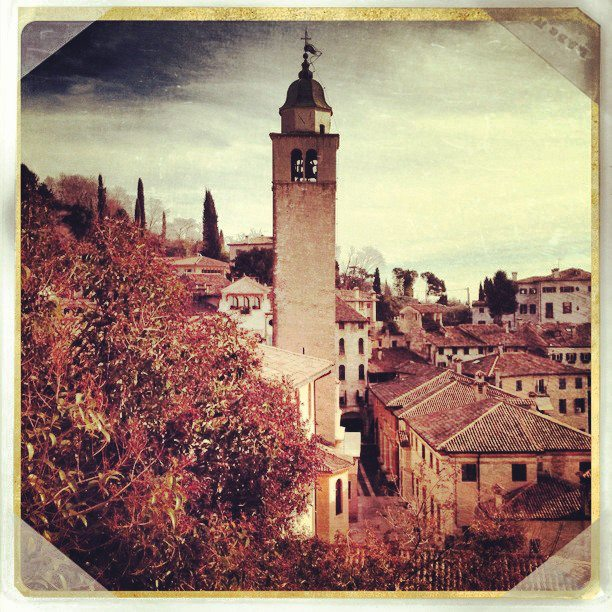
Vista del centro storico di Asolo dal castello
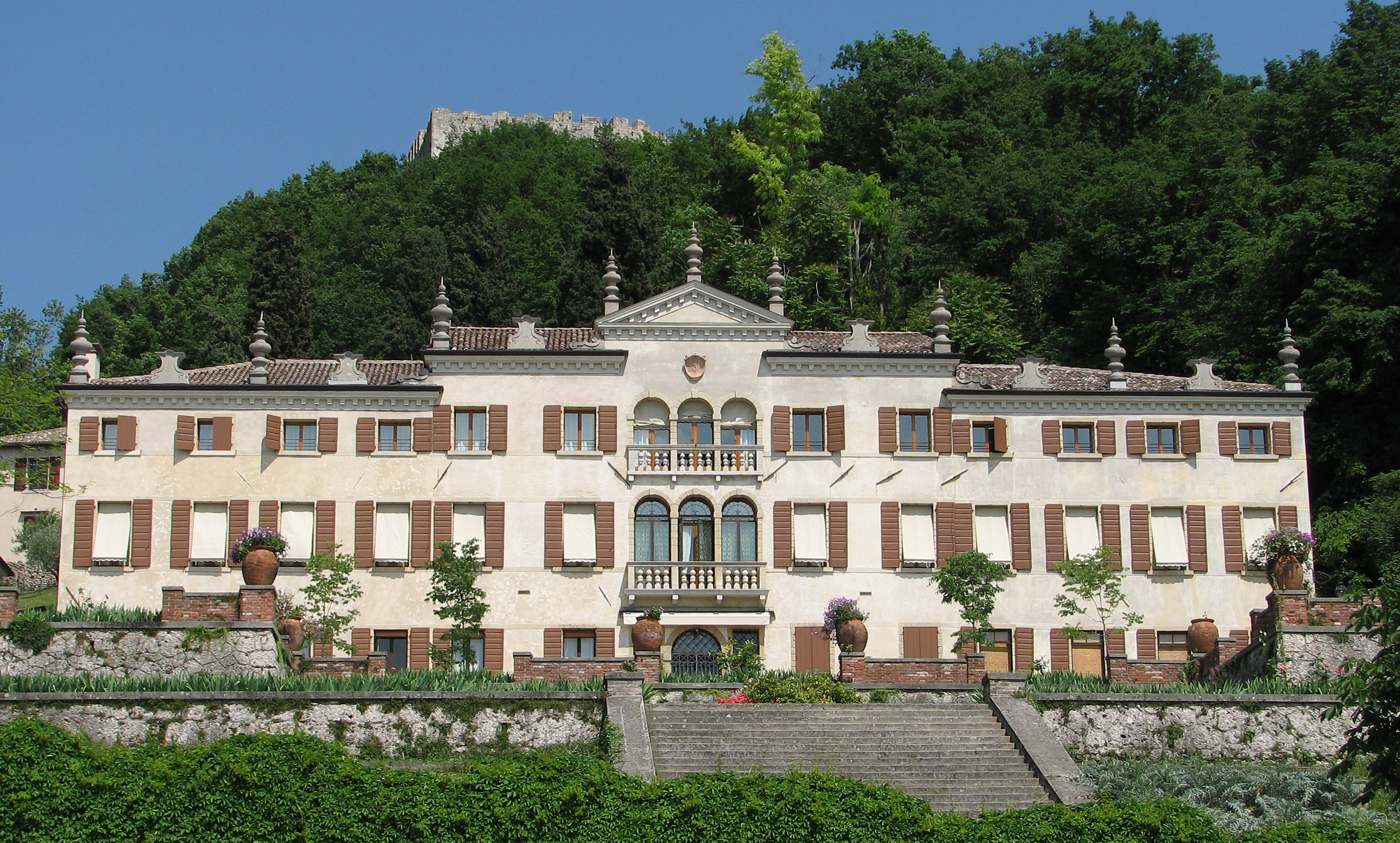
Villa Scotti Pasini, al centro della città, la cui facciata dà su piazza Garibaldi
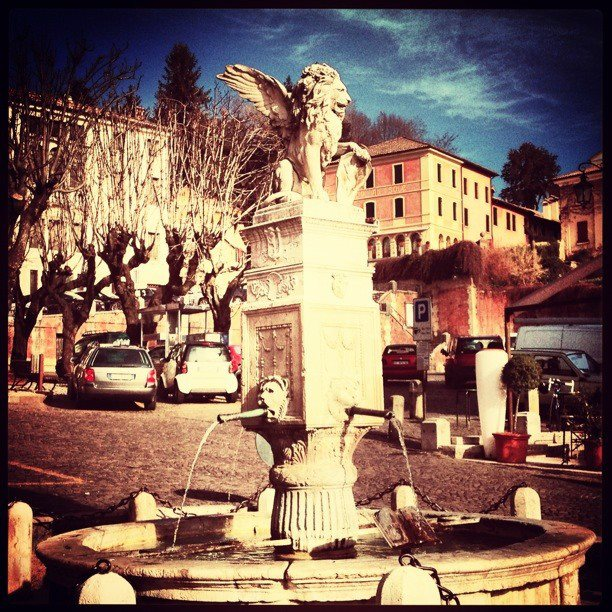
Fontana in piazza Garibaldi, con il leone di San Marco
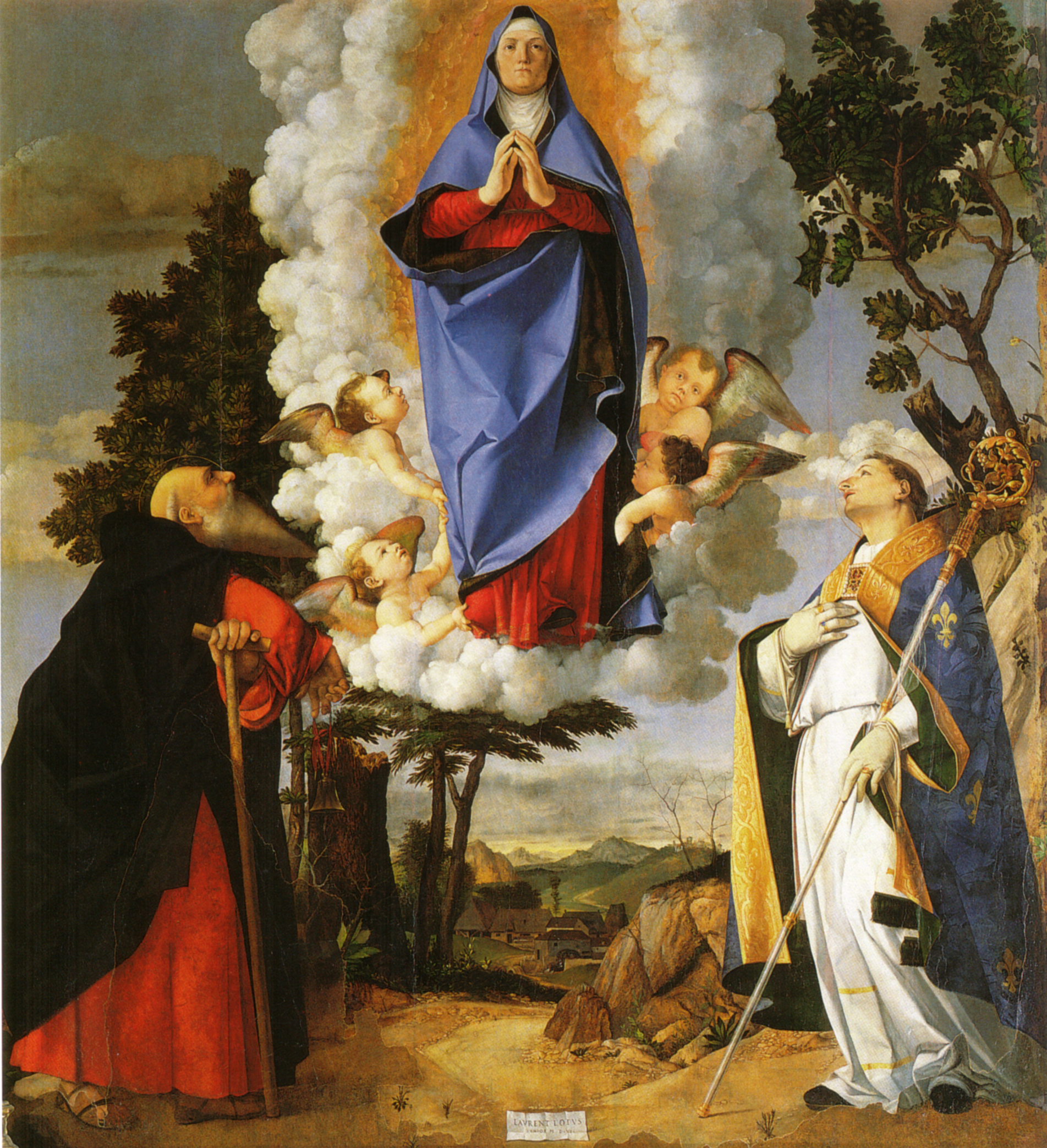
Lorenzo Lotto, la Pala di Asolo (1506)
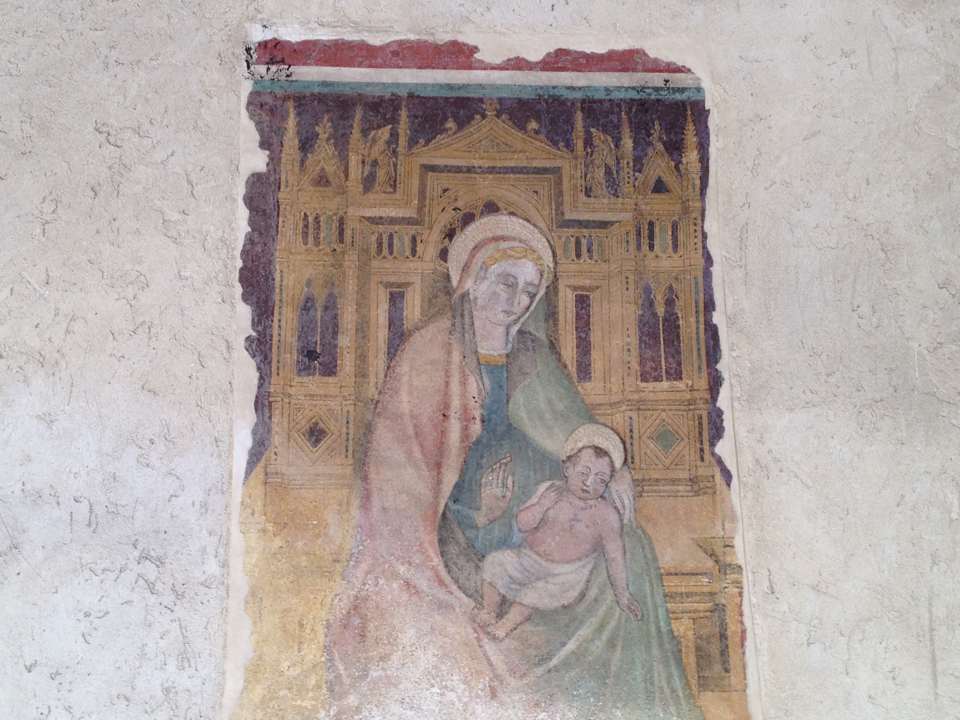
Affresco nella loggia del museo civico
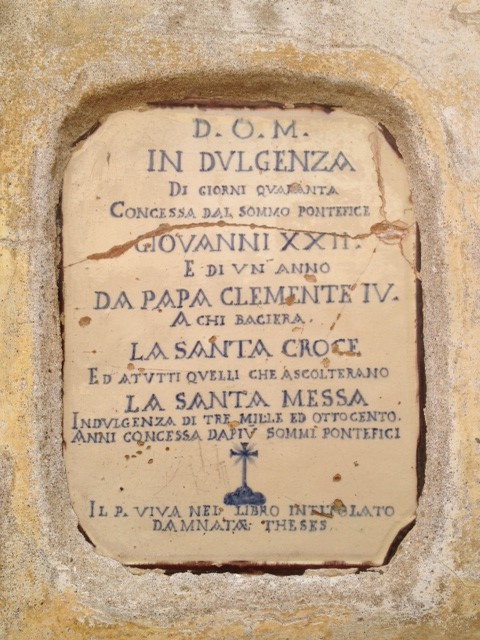
Lapide di terracotta murata nella facciata della chiesa di Santa Caterina, in cui si rammentano delle indulgenze concesse dai papi Giovanni XXII e Clemente IV a chi compiva atti di devozione nella chiesa stessa
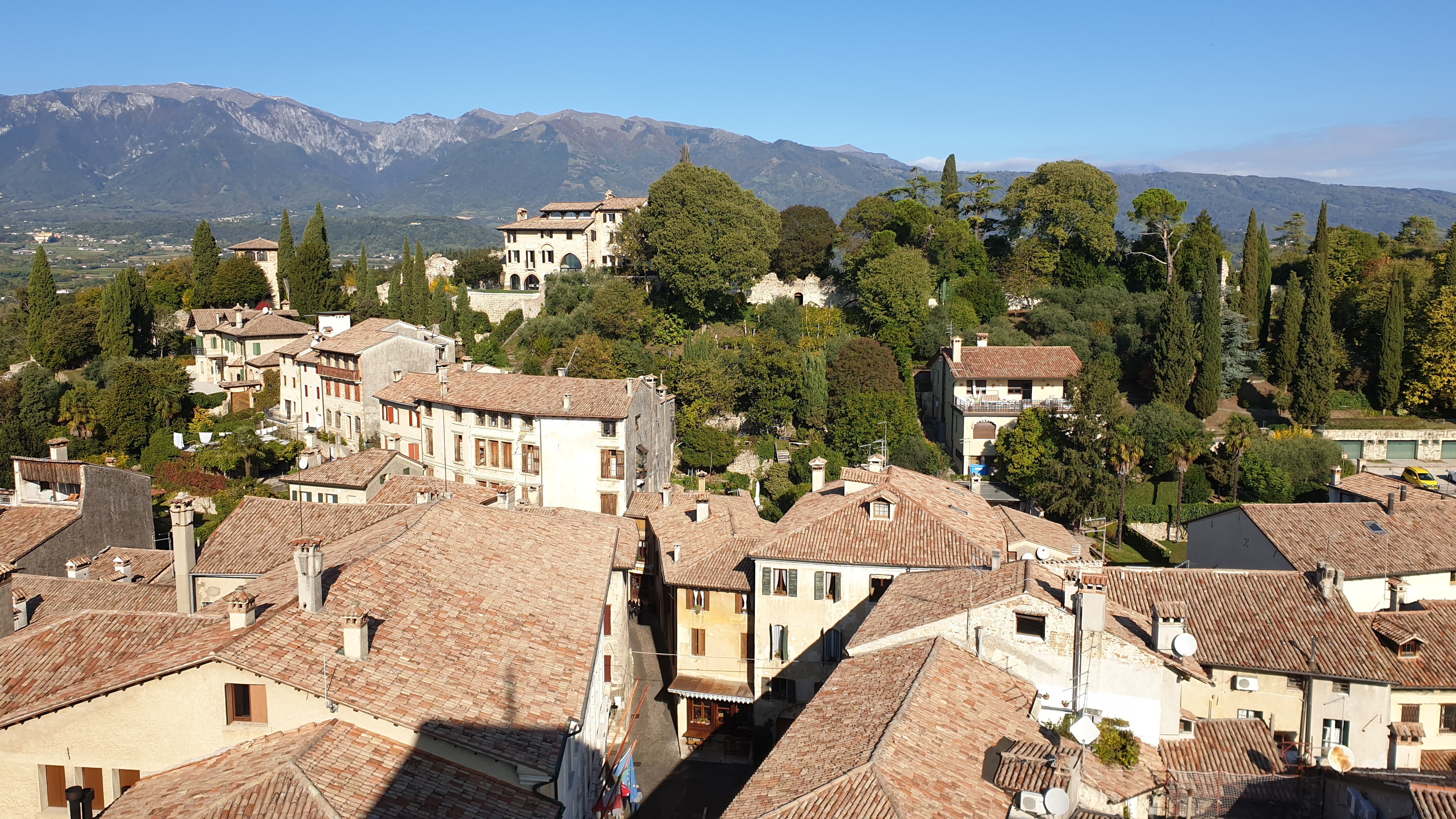
Asolo vista dall'alto
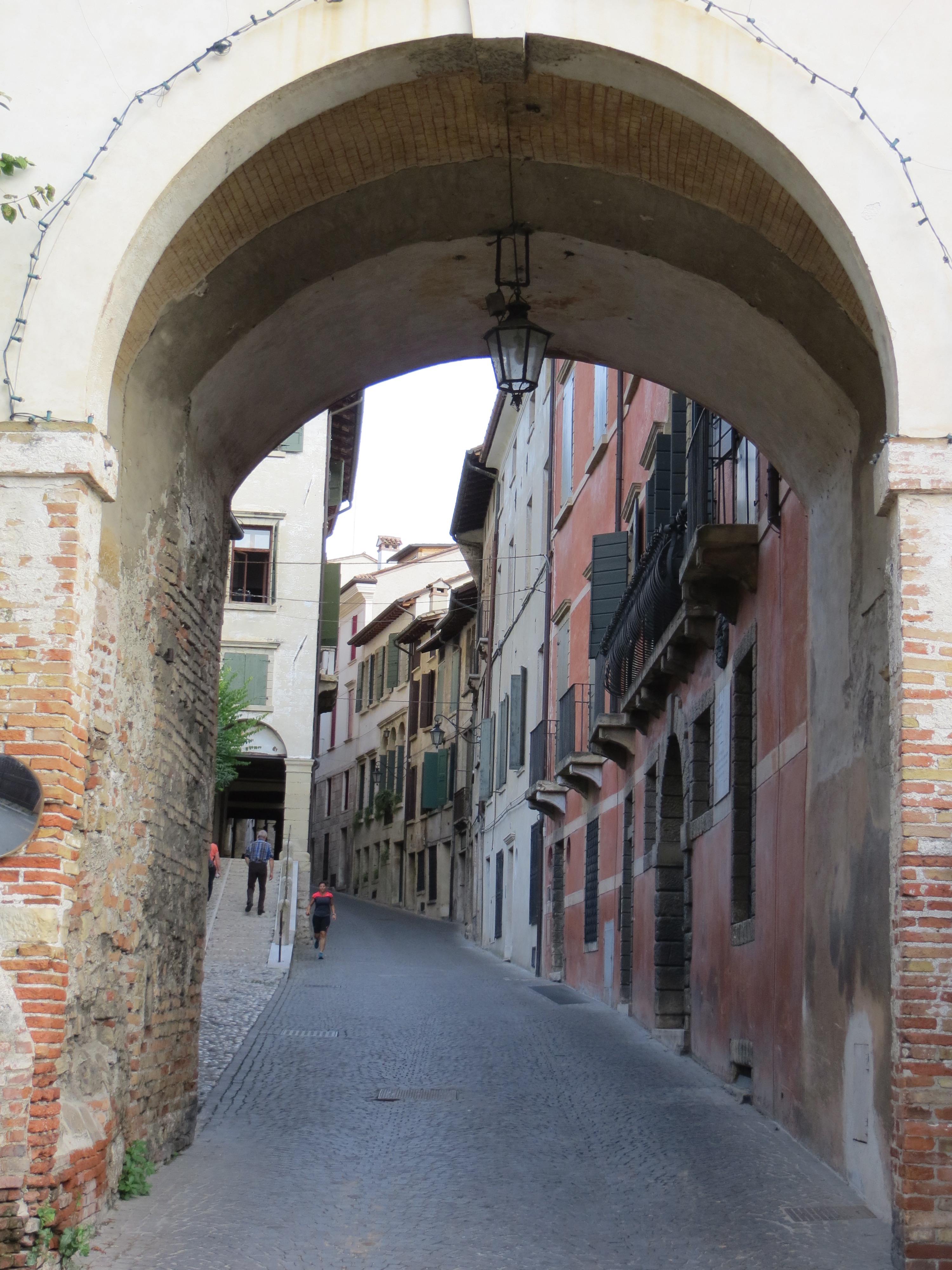
Porta cittadina di Santo Spirito
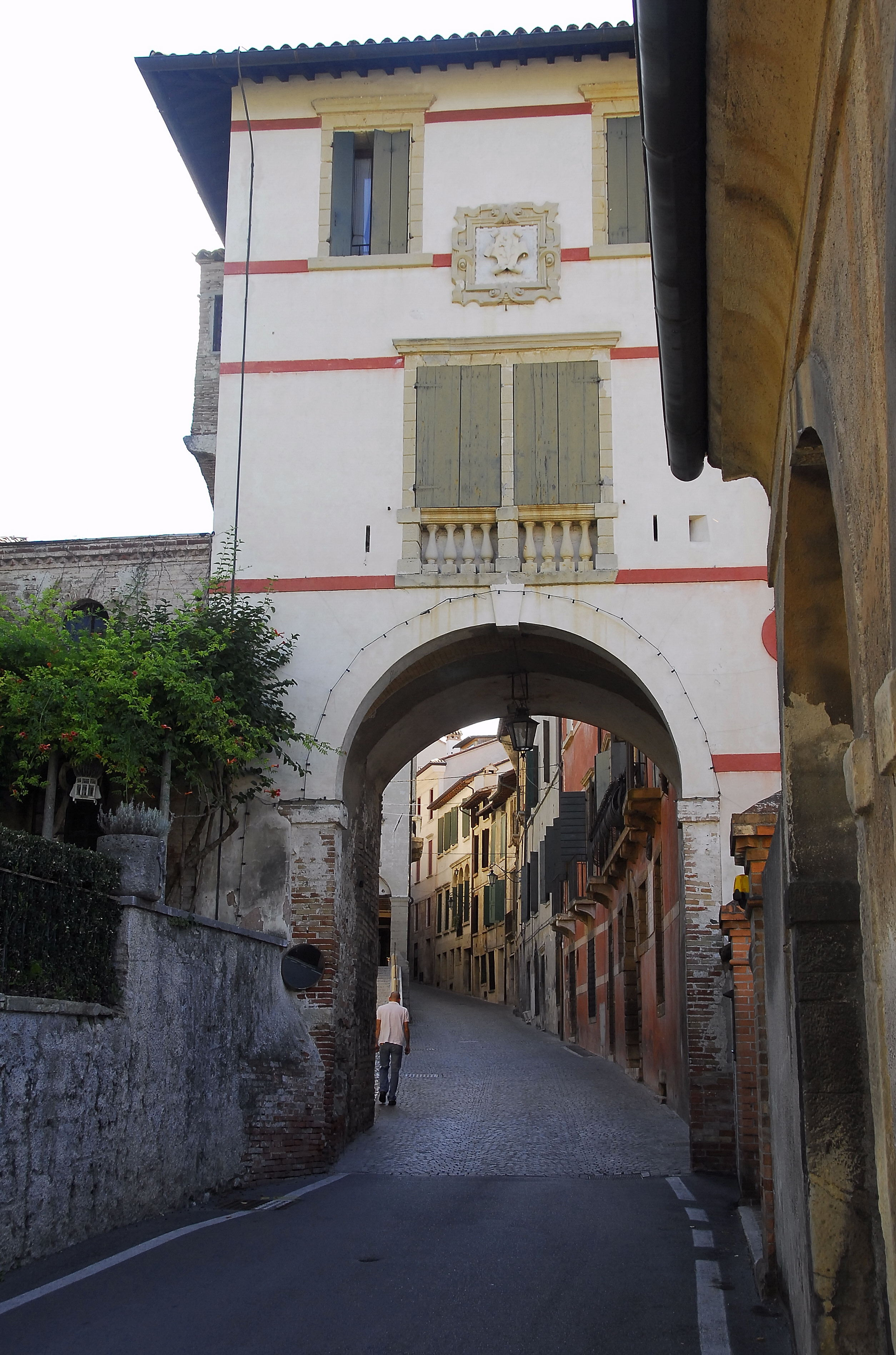
Una delle porte cittadine
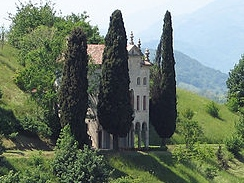
Villa Contarini degli Armeni
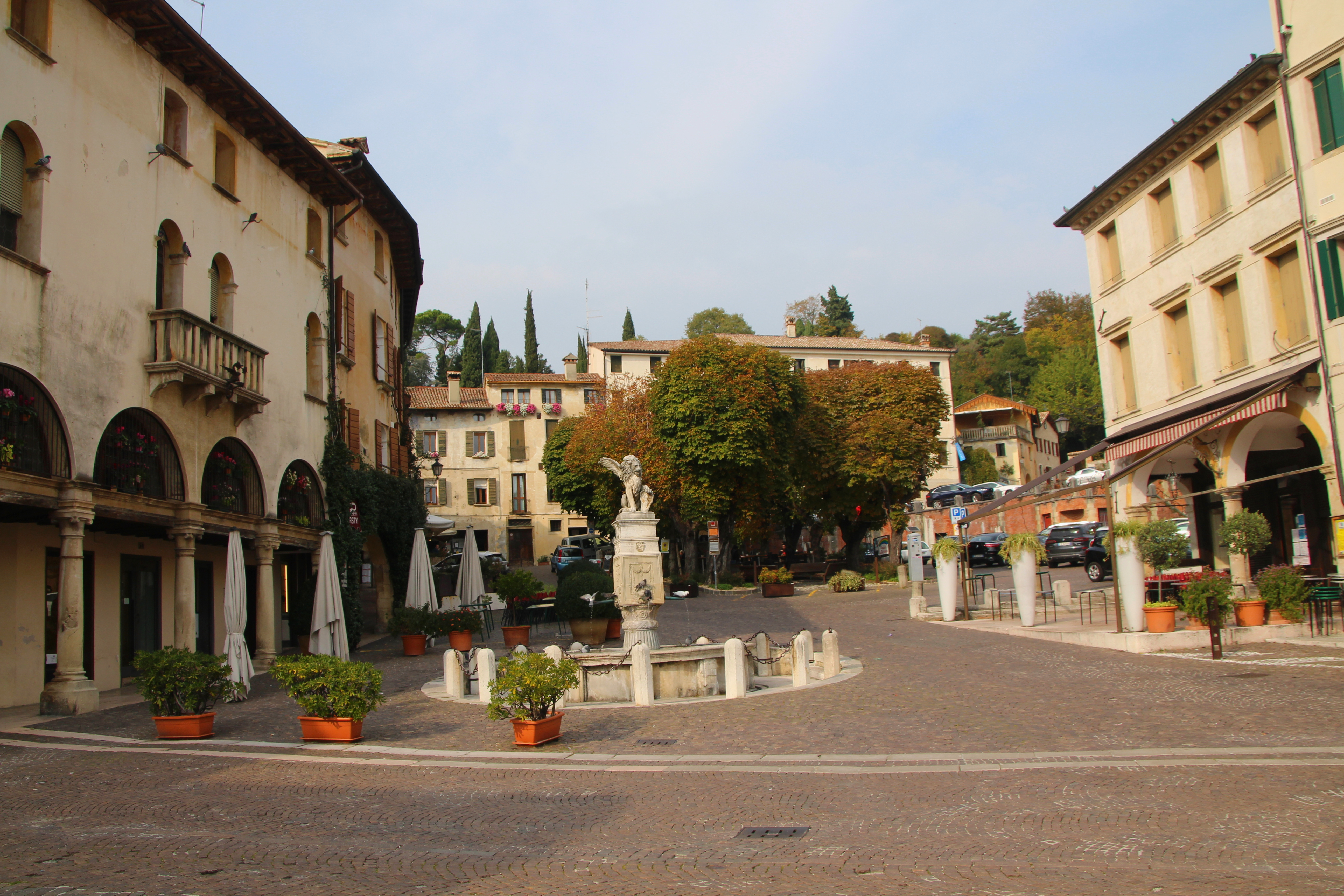
Via Roma
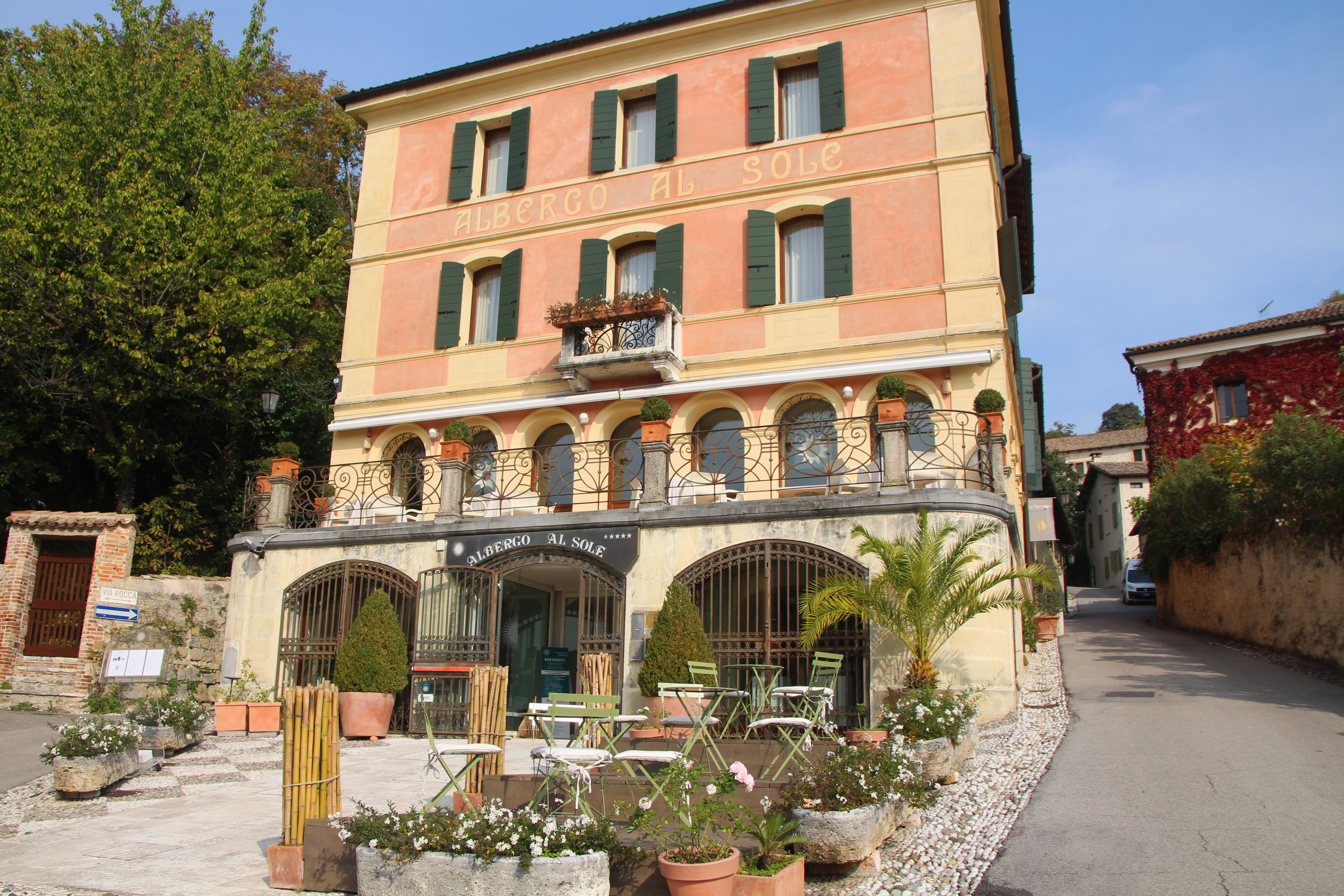
Albergo al Sole